# Einar Bäckströms metallvarufabrik
Einar Bäckströms metallvarufabrik var en svensk tillverkare av elektrisk belysningsarmatur mellan 1918 och 1975. Företaget hade huvudkontor, fabriksfastigheter och utställningslokal med butik på Föreningsgatan 8, samt ytterligare en utställningslokal med butik på Hamngatan 2, i Malmö.

## Historia
Företaget startades och drevs av bröderna Einar Bäckström (1889–1978) och Sune Bäckström som båda i grunden var ciselörer. Tillverkningsprogrammet bestod till största delen av elektrisk belysningsarmatur. Under de tidiga åren på 1920-talet tillverkades även konstnärligt utformade tennföremål vilka ställdes ut bland annat på Nordiska kompaniet i Stockholm.
År 1934 blev Einar Bäckströms metallvarufabrik licensierad tillverkare av den tyska Sistrah-armaturen som såldes med namnet Megaphos utanför Tyskland.
Precis som flera av de äldre belysningsproducenterna så hade företaget gjuteri och galvanisering med möjlighet att utföra tekniska ytbehandlingar i fabriken. Maskinparken bestod av bland annat tryck-, gäng- och revolversvarvar, excenter- och skruvpressar, slipmaskiner, gängmaskiner, kallsåg och elsvetsar.
Einar Bäckströms metallvarufabrik var medlem i Seaf, Svenska elektriska armaturfabrikantföreningen, och Elif, Sveriges elektroindustriförening. Företagsnamnet förekommer i katalogutgivningen både med och utan genitiv-s, det vill säga både Bäckström och Bäckströms.

## Produkter
Till signaturmodellerna i sortimentet hör en rund typ av takarmatur, ofta med både direktverkande (riktad nedåt) och indirekt (riktad uppåt taket) belysning, i olika utföranden med varianter på ornamenteringar och tekniska ytbehandlingar. Grönoxidering, guldantikbehandling, lackering och så vidare. Materialet är mässing. Dessa tillverkades under 1940- och 1950-talen.